# Cerapachys flavaclavatus
Cerapachys flavaclavatus é uma espécie de formiga do gênero Cerapachys.